# Білокоровицький заказник
Білокоровицький — лісовий заказник місцевого значення. Об'єкт розташований на території Олевського району Житомирської області, ДП «Білокоровицьке ЛГ», Білокоровицьке лісництво, кв. 72, вид. 27.
Площа — 18 га, статус отриманий у 1991 році.